# 小行星13283
小行星13283（13283 Dahart）是一颗绕太阳运转的小行星，为主小行星带小行星。该小行星于1998年8月17日发现。

## 轨道参数
小行星13283的轨道半长轴为2.4019443 UA，离心率为0.188。